# Ken’ichi Sugano
Ken’ichi Sugano (jap. 菅野 賢一, Sugano Ken’ichi; * 8. August 1971 in der Präfektur Mie) ist ein ehemaliger japanischer Fußballspieler.

## Karriere
Sugano erlernte das Fußballspielen in der Schulmannschaft der Yokkaichi Chuo Technical High School und der Universitätsmannschaft der Chūō-Universität. Seinen ersten Vertrag unterschrieb er 1994 bei Kashiwa Reysol. Der Verein spielte in der zweithöchsten Liga des Landes, der Japan Football League. 1994 wurde er mit dem Verein Vizemeister der Japan Football League und stieg in die J1 League auf. Für den Verein absolvierte er 37 Spiele. 1997 wechselte er zum Zweitligisten Kawasaki Frontale. Für den Verein absolvierte er 12 Spiele. 2000 wechselte er zum Ligakonkurrenten Mito Hollyhock. Für den Verein absolvierte er 35 Spiele. Danach spielte er bei Gunma FC Horikoshi. Ende 2004 beendete er seine Karriere als Fußballspieler.